# Fremont County (Colorado)
Fremont County [ˈfɹiːmɑːnt ˈkaʊnti] ist ein County im zentralen bis südlichen Teil des Bundesstaates Colorado der Vereinigten Staaten. Der Verwaltungssitz (County Seat) ist Cañon City.

## Geographie
Fremont County liegt teilweise im Sangre-de-Cristo-Gebirge, einem Höhenzug der Rocky Mountains, der im Südwesten bis zu den Flusstälern des Arkansas in den Bezirk hineinragt. Der Westen von Fremont ist eine reine Gebirgslandschaft, in der sich entlang des Arkansas nur einige sehr kleine Siedlungen befinden.
Es liegt im östlichsten Teil der Rocky Mountains und wird im Uhrzeigersinn von den Bezirken Teller (Nordost), El Paso, Pueblo, Custer, Saguache, Chaffee und Park umschlossen.

## Geschichte
Fremont, nach dem US-Politiker und Forschungsreisenden John Charles Frémont benannt, gehört zu den 17 ursprünglichen Verwaltungseinheiten auf dem 1861 neuentstandenen Colorado-Territorium. Er reichte ursprünglich im Süden bis an den Bezirk Costilla, trat aber zunächst 1870 Gebiete an den neu gegründeten Bezirk Huerfano, 1877 weitere an Custer und schließlich 1899 im Nordosten noch einen sehr kleinen Teil an Teller ab.

## Demografische Daten

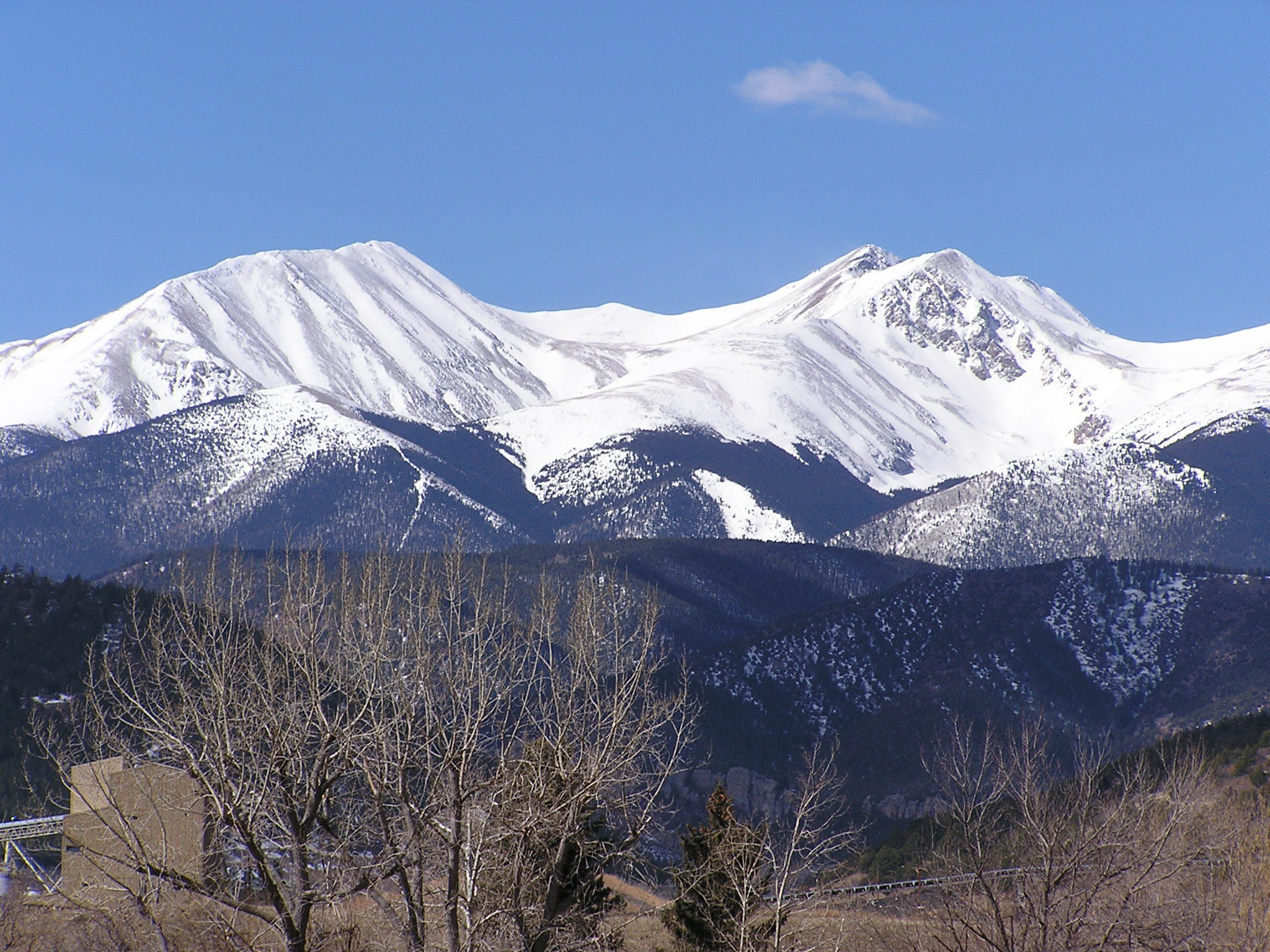
Culebra Peak im San Isabel National Forest

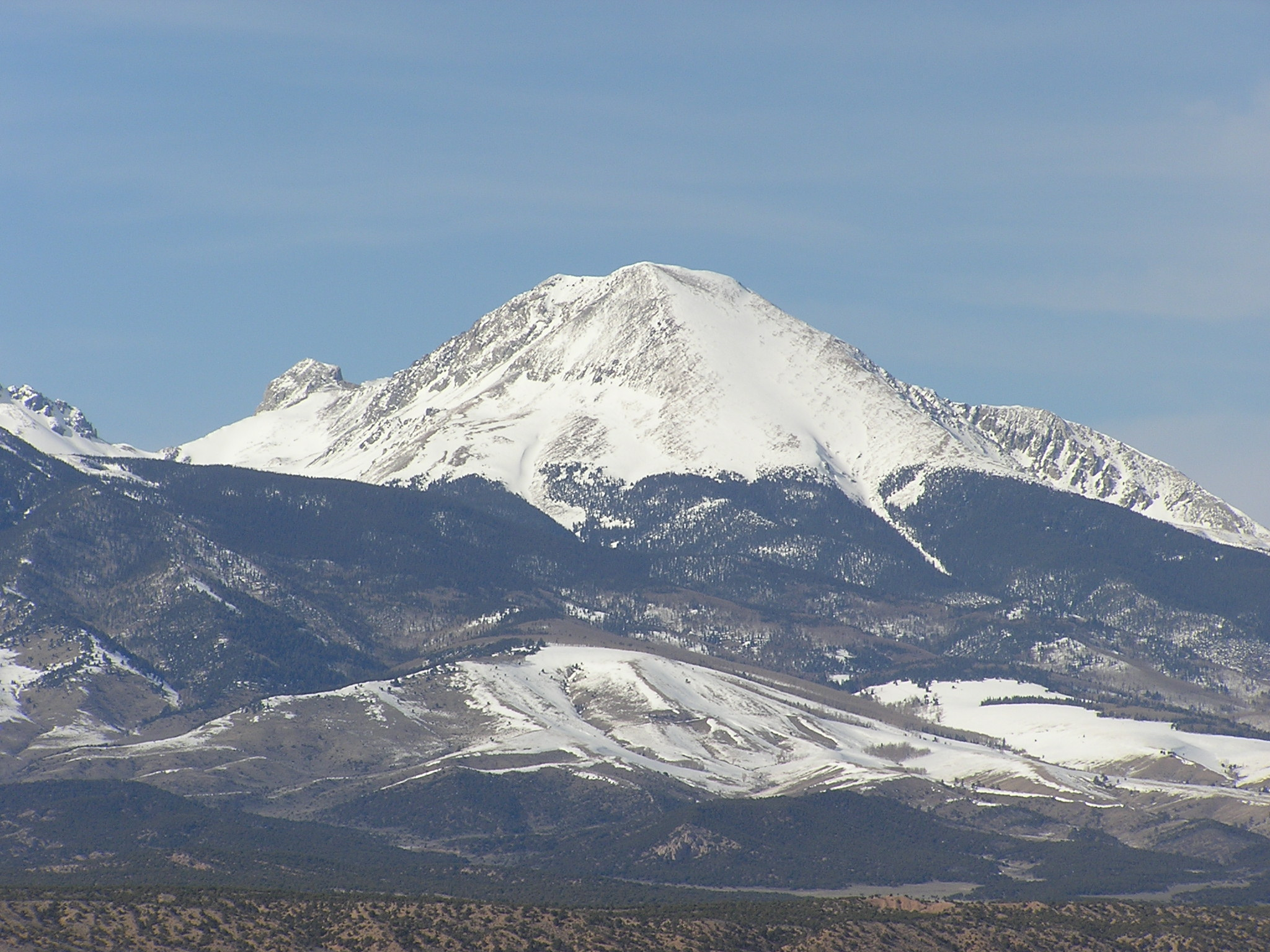
Mount Lindsey im San Isabel National Forest

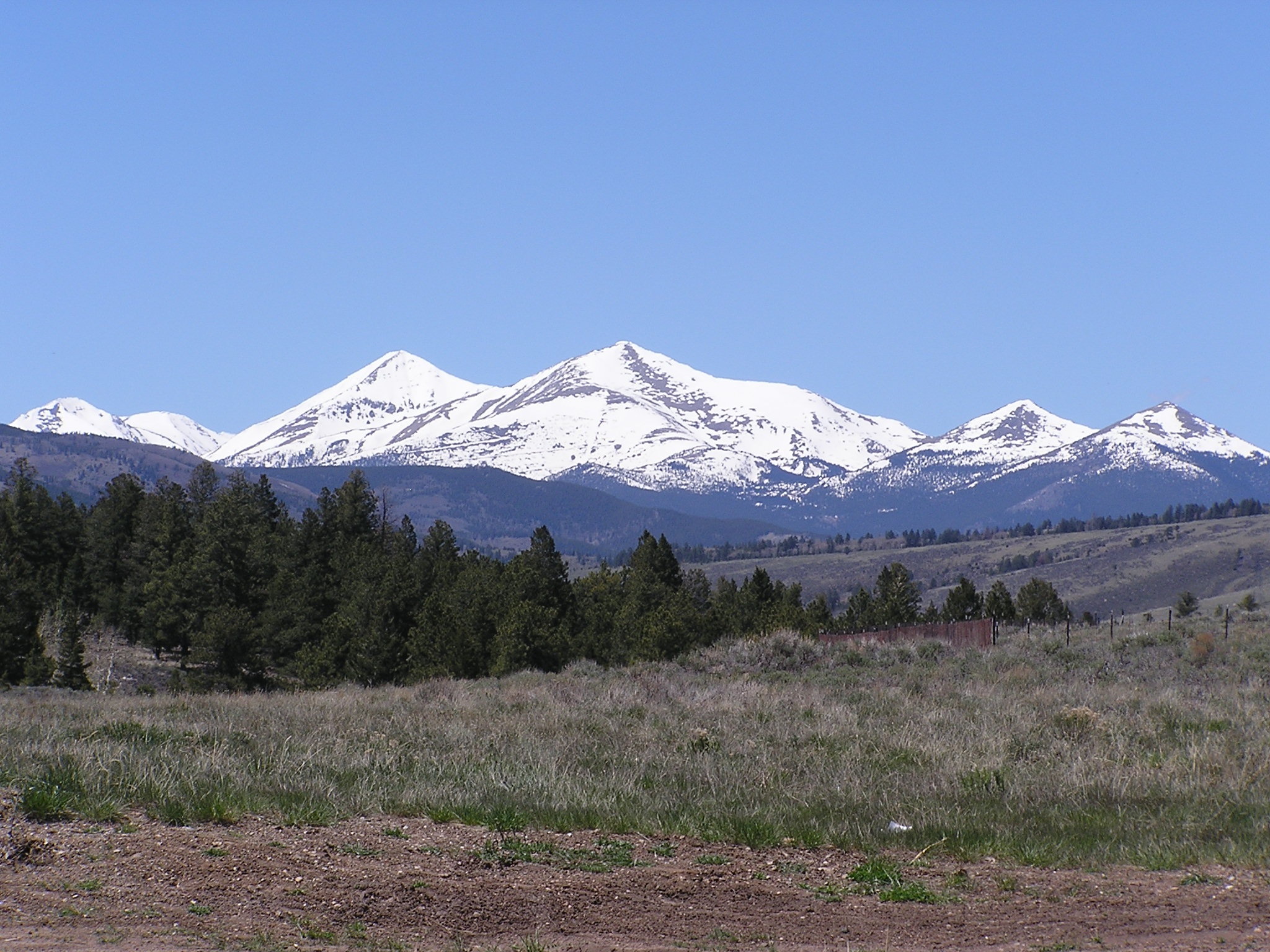
Der Taylor Mountain

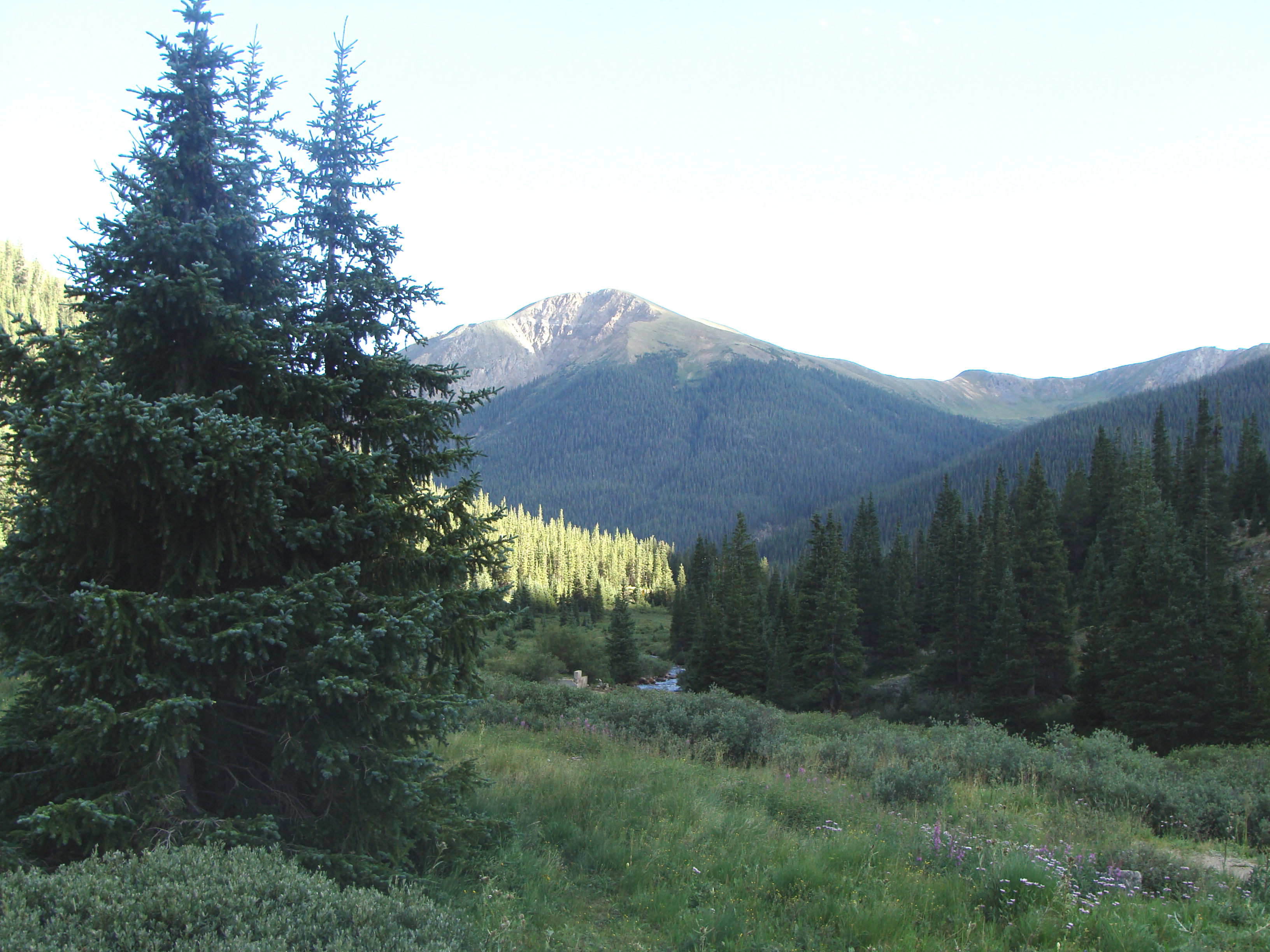
Der San Isabel National Forest

Nach der Volkszählung im Jahr 2000 lebten im County 46.145 Menschen. Es gab 15.232 Haushalte und 10.494 Familien. Die Bevölkerungsdichte betrug 12 Einwohner pro Quadratkilometer. Ethnisch betrachtet setzte sich die Bevölkerung zusammen aus 89,52 Prozent Weißen, 5,34 Prozent Afroamerikanern, 1,53 Prozent amerikanischen Ureinwohnern, 0,50 Prozent Asiaten, 0,06 Prozent Bewohnern aus dem pazifischen Inselraum und 1,22 Prozent aus anderen ethnischen Gruppen; 1,82 Prozent stammten von zwei oder mehr Ethnien ab. 10,35 Prozent der Gesamtbevölkerung waren spanischer oder lateinamerikanischer Abstammung.
Von den 15.232 Haushalten hatten 30,0 Prozent Kinder und Jugendliche unter 18 Jahre, die bei ihnen lebten. 56,3 Prozent waren verheiratete, zusammenlebende Paare, 9,2 Prozent waren allein erziehende Mütter. 31,1 Prozent waren keine Familien. 26,9 Prozent waren Singlehaushalte und in 12,5 Prozent lebten Menschen im Alter von 65 Jahren oder darüber. Die Durchschnittshaushaltsgröße betrug 2,43 und die durchschnittliche Familiengröße lag bei 2,93 Personen.
Auf das gesamte County bezogen setzte sich die Bevölkerung zusammen aus 20,6 Prozent Einwohnern unter 18 Jahren, 7,5 Prozent zwischen 18 und 24 Jahren, 33,4 Prozent zwischen 25 und 44 Jahren, 24,0 Prozent zwischen 45 und 64 Jahren und 14,6 Prozent waren 65 Jahre alt oder darüber. Das Durchschnittsalter betrug 39 Jahre. Auf 100 weibliche Personen kamen 133,9 männliche Personen, auf 100 Frauen im Alter ab 18 Jahren kamen statistisch 143,5 Männer.
Das jährliche Durchschnittseinkommen eines Haushalts betrug 34.150 USD, das Durchschnittseinkommen der Familien betrug 42.303 USD. Männer hatten ein Durchschnittseinkommen von 30.428 USD, Frauen 23.112 USD. Das Prokopfeinkommen betrug 17.420 USD. 11,7 Prozent der Bevölkerung und 8,3 Prozent der Familien lebten unterhalb der Armutsgrenze. Darunter waren 14,8 Prozent der Bevölkerung unter 18 Jahren und 7,4 Prozent der Einwohner ab 65 Jahren.

## Kultur und Sehenswürdigkeiten

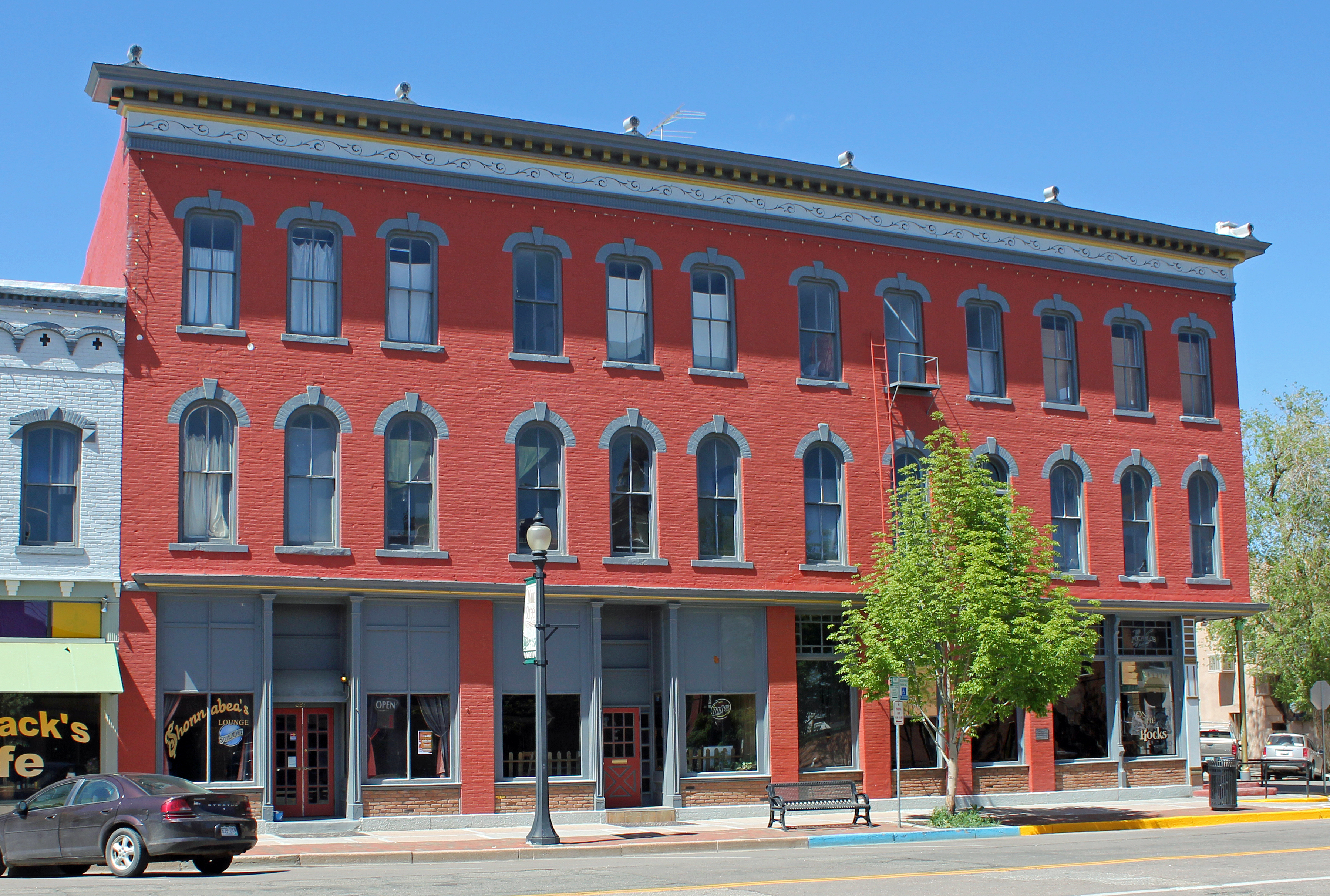
McClure House in Cañon City (2012). Dieses auch als Strathmore Hotel bekannte Gebäude wurde in den 1870er Jahren im Auftrag von W. H. McClure erbaut und diente erst als Hotel. Im September 1979 wurde es als erstes Objekt des County in das NRHP aufgenommen.

Insgesamt 22 Bauwerke, Stätten und historische Bezirke (Historic Districts) im Fremont County sind im National Register of Historic Places („Nationales Verzeichnis historischer Orte“; NRHP) eingetragen (Stand 2. September 2022), darunter drei Sakralbauwerke, ein ehemaliges Frauengefängnis und vier Brücken.

## Orte
Größte Stadt von Fremont ist mit rund 16.000 Einwohnern Cañon City, das zusammen mit dem auf der anderen Arkansasseite liegenden Lincoln Park einen kleinen Ballungsraum bildet, in dem fast die Hälfte aller Einwohner Fremonts leben. Zweitgrößter Ort ist Penrose, wie Lincoln Park keine eigenständige Stadt, sondern amtlich festgelegter Ort für die Volkszählung (census-designated place).
1. Brookside
2. Cañon City
3. Coal Creek
4. Florence
5. Lincoln Park
6. Penrose
7. Rockvale
8. Williamsburg